# Mariano Moreno (Neuquén)
Mariano Moreno es una localidad turística ubicada al centro del departamento Zapala, en la provincia del Neuquén, Argentina. Su población se encuentra emplazada en la parte media del Arroyo Covunco.
Se encuentra a 20 km de la ciudad de Zapala, a través de la Ruta Nacional 40 en el km 2420.

## Naturaleza
La localidad se encuentra en un área de paisajes de estepa patagónica y región del Monte de jarillas, sobre el valle urbano-rural del río Covunco. El área crece como destino de observadores de aves y fotógrafos por su alta concentración de aves, ya que hay representantes de sus distintas regiones biogeográficas y es posible ver especies endémicas de argentina (Gallito arena, Yal negro, etc.), como una gran cantidad de endémicas de Patagonia (Chorlo de doble collar, Cauquén común, Espartillero austral, etc.).

Se destaca la laguna La Solitaria, sitio de concentración de gran cantidad de aves. Allí pueden encontrarse cientos de flamencos, cisnes de cuello negro y coscoroba, diversas especies de patos, macáes y gallaretas, todos en notable número de individuos. En primavera y verano llegan al área migrantes del hemisferio norte: chorlos, playeros, falaropos, etc. Igualmente ocurre con sus costas, que recibe tanto invernantes estivales del Hemisferio norte como invernantes invernales que llegan desde Patagonia austral.

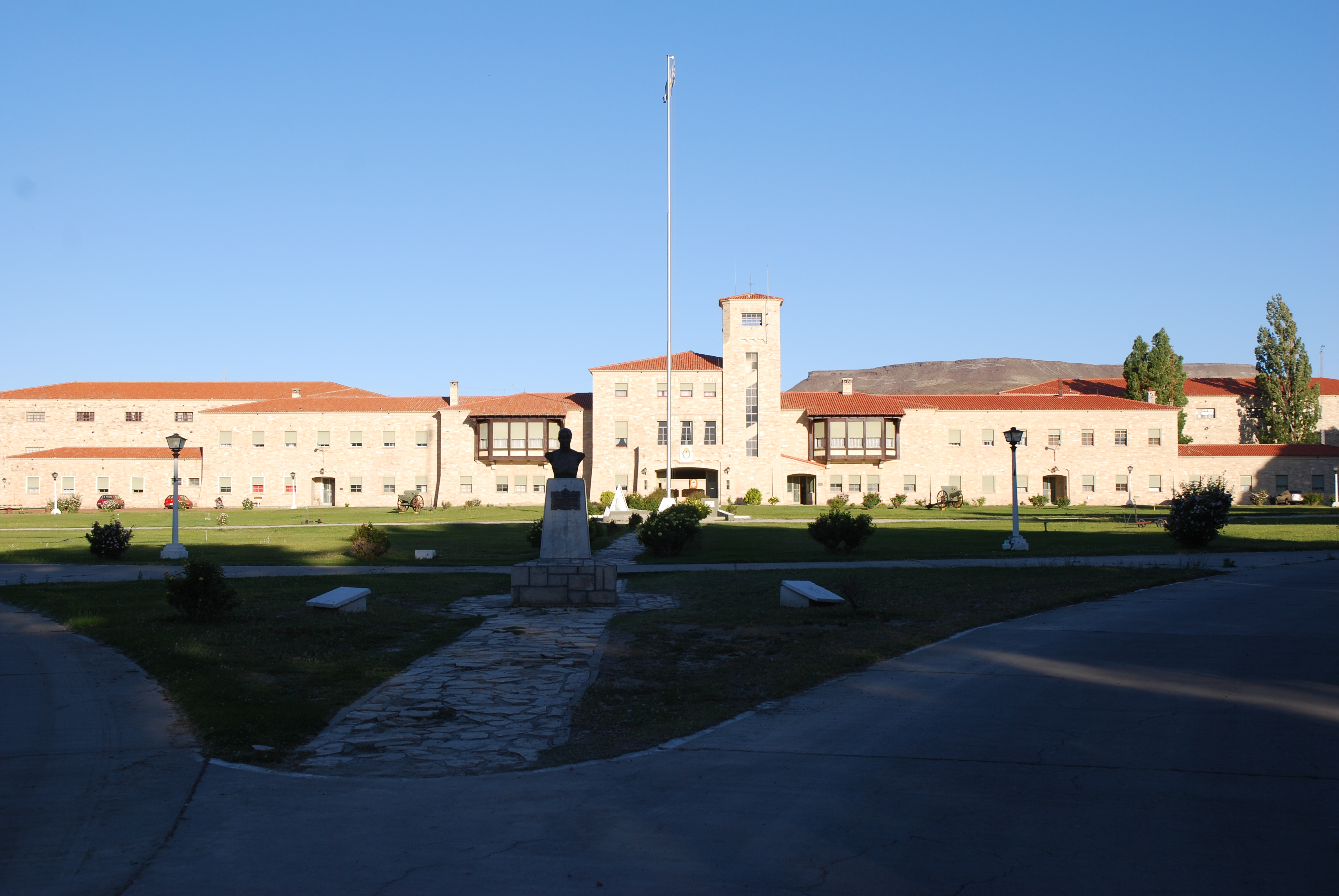
Primer asentamiento permanente del Ejército Argentino en la Patagonia austral argentina.

## Regimiento de Infantería de Montaña 10
El RIM 10 es un verdadero símbolo para la provincia por su riqueza histórica, por la belleza arquitectónica de sus cuarteles y por el cumplimiento de las misiones que cumple como organización militar. La unidad es considerada Monumento Histórico Nacional por su arquitectura única en el país y en Latinoamérica.
El RIM 10, fue creado en Buenos Aires el 9 de agosto de 1814 por resolución del Dir. Supremo Gervasio A. de Posadas bajo la denominación de Batallón 10 de Infantería de Línea. Su primer Jefe fue CNL Eduardo Holmberg y sus primeros soldados custodiaron en Tucumán el Congreso del 9 de julio de 1816, que declaró la independencia nacional.
Se asentó en Covunco Centro el 10 de octubre de 1937, constituyéndose en el primer asentamiento militar permanente en la Patagonia. Su actual jefe es el teniente coronel Ignacio García Solórzano.

## Población
Contó con 2,205 habitantes (Indec, 2010), lo que representó un leve descenso frente a los 2,225 habitantes (Indec, 2001) del censo anterior. En tanto, las viviendas pasaron de a ser 536 a 700.Forma un aglomerado urbano junto a Covunco Centro.
Según el censo 2022 se conoció una población dentro del municipio de 3.365 habitantes y 1.236 viviendas.Además, el censo dio a conocer datos de su composición poblacional (1519 hombres 1530 mujeres), población urbana sin población rural dispersa o localidades dispersas en el municipio (3049) densidad y área urbana.Desde este censo la población de Covunco Centro fue completamente absorbida por la de Mariano Moreno de forma definitiva.

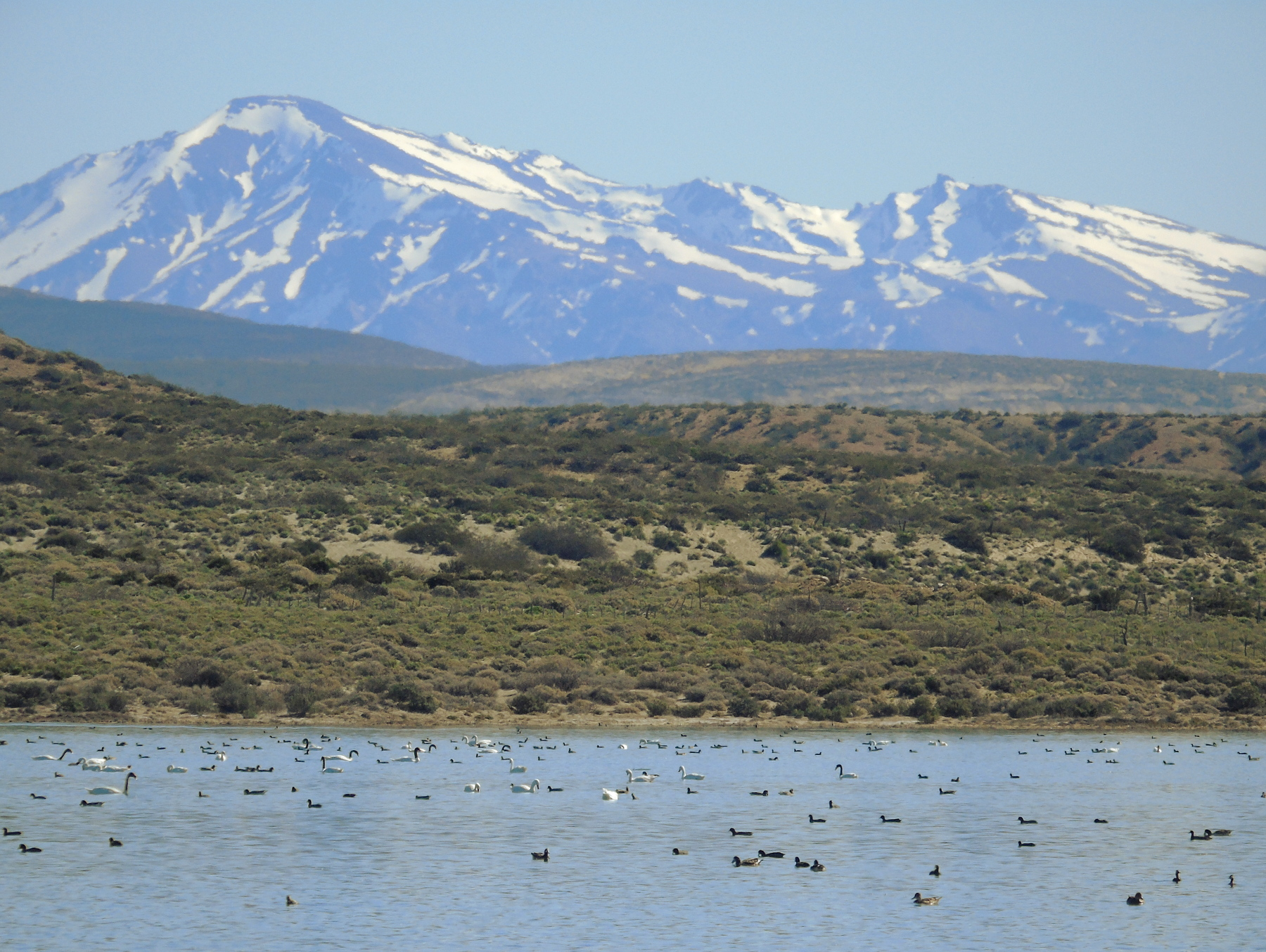
Laguna La Solitaria, en Mariano Moreno, provincia del Neuquén, Argentina.

| Gráfica de evolución demográfica de Mariano Moreno entre 1991 y 2022 |
|                                                                      |
| Fuente: Censos nacionales del INDEC                                  |

## Regimiento
En las inmediaciones de la localidad se encuentra el Regimiento de Infantería de Montaña 10, considerado como Monumento histórico nacional.

## Parroquias de la Iglesia católica
| Diócesis  | Neuquén         |
| --------- | --------------- |
| Parroquia | Sagrada Familia |